# Tuol Kork
Tuol Kork é um dos nove distritos (Khan) da cidade de Phnom Penh, capital do Camboja. O distrito está ao norte de Phnom Penh. É subdividido em 10 Sangkats e 143 Kroms. De acordo com o censo do Camboja de 1998, tinha uma população de 171.200 habitantes.